# Vasile Tarlev
Vasile Petru Tarlev (Başcalia, 6 de outubro de 1963) é um engenheiro e político moldavo. Foi primeiro-ministro entre 2001 e 2008.